# Chiril Stratievschi
Chiril Stratievschi (n. 12 februarie 1929) este un istoric moldovean, care a fost ales ca membru corespondent al Academiei de Științe a Moldovei. Fost membru PCUS, secretar al organizației de partid al Universității Tehnice din Moldova.